# Vaygach (1990)
Vaygach (ryska: Вайгач) är en rysk atomdriven flodisbrytare, byggd 1989 på Wärtsiläs varv i Helsingfors och Baltiysky Zavod i dåvarande Leningrad. Fartyget var den andra isbrytaren av Taymyr-klass.